# Vito Schnabel
Pour les articles homonymes, voir Schnabel.
Vito Schnabel, né le 27 juillet 1986 à New York, est un marchand d'art et conservateur de musée new-yorkais.

## Biographie

### Jeunesse et formation
Il naît en 1986 d'un père artiste-peintre néo-expressionniste américain, Julian Schnabel, et d'une mère designer belge, Jacqueline Schnabel,.
Il étudie à l'université Saint Ann's School et organise sa première exposition à l'âge de 16 ans.

### Carrière professionnelle
En 2015, il ouvre une galerie à Saint Moritz.
En 2024, il tient le premier rôle dans le film The Trainer réalisé par Tony Kaye.

### Vie privée
Selon la presse people, Vito Schnabel est en couple avec l'actrice américaine Demi Moore de 2012 à 2014,, puis de 2014 à 2017, il a une relation avec le mannequin et actrice germano-américaine Heidi Klum,, et de 2018 à 2019, il fréquente l'actrice américaine Amber Heard,,.
Il est proche du mannequin russe Irina Shayk,.

## Affaire judiciaire
En 2017, Vito Schnabel est arrêté pour possession de drogue et de stupéfiants par la police new-yorkaise et également lors du festival Burning Man.

## Publication
- 2012 : The Raft of the Medusa : co-écrit avec David Rimanelli[16]